# Keeps Gettin' Better
"Keeps Gettin' Better" je píseň americké popové zpěvačky Christiny Aguilery. Píseň pochází z jejího prvního výběrovégo alba Keeps Gettin' Better: A Decade of Hits. Produkce se ujala producentka Linda Perry.

## Hitparáda
| Země                | Umístění |
| ------------------- | -------- |
| USA                 | 7        |
| Kanada              | 4        |
| Velká Británie      | 14       |
| Austrálie           | 26       |
| Japonsko            | 17       |
| Hongkong            | 1        |
| Slovensko           | 13       |
| Bulharsko           | 2        |
| Austrálie (Airplay) | 1        |
| Japonsko (Airplay)  | 5        |